# Kuro5hin
Kuro5hin（クローション）は、議論のウェブサイトであり、Kuro5hin.org Inc.により運営されている。Kuro5hinのユーザーにより記事が提出され、投票により記事を公開および非公開にでき、ある投票数になるとサイトメンバーにより発表される。そしてユーザーに記事にコメントが付く。Slashdotのアレたま（Firehose）のようなシステムとなっている。
Kuro5hinはScoop（w:Scoop (software)）というソフトで作られている。ラスティ・フォスター（w:Rusty Foster）により1999年に開設された。VAソフトウェアのOpen Source Development Networkに2002年まで所属していた。